# 金叶树
金叶树（学名：Chrysophyllum lanceolatum var. stellatocarpon）为山榄科金叶树属下的一个变种。

## 扩展阅读
- 維基物種上的相關：金叶树